# Пхаю
Пхаю (*тай. พญาผายู;д/н — 1355) — 5-й володар держави Ланна у 1336—1355 роках.

## Життєпис
Син володаря Кхампху. При народженні отримав ім'я Хао і титул тхао (принц). 1334 року зі сходження батька на трон, той перебрався до міста Чіангсен, призначивши намісником Чіангмаю Пхаю, що став офіційним спадкоємцем трону. На початку забезпечив прихильнкість населення князівства Ахаяо, яке нещодавно було приєднано до Ланни. 1336 року після загибелі батька внаслідок нападу крокодила спадкував владу, прийнявши ім'я Пхаю.
Залишився в Чіангмаї, призначивши сина Куена намісником Чіангсени. Намагався дипломатичними, а не військовими заходами розширити володіння. Для цього одружився з Читрадеві, донькою правителя тайського князівтва Чіангхонг. Відбувається розширення землеробства, торгівлі та ремісництва.

Також багато уваги приділяв розвитку господарства та зміцнення державних інституцій, активно підтимиував поширення буддизму. 

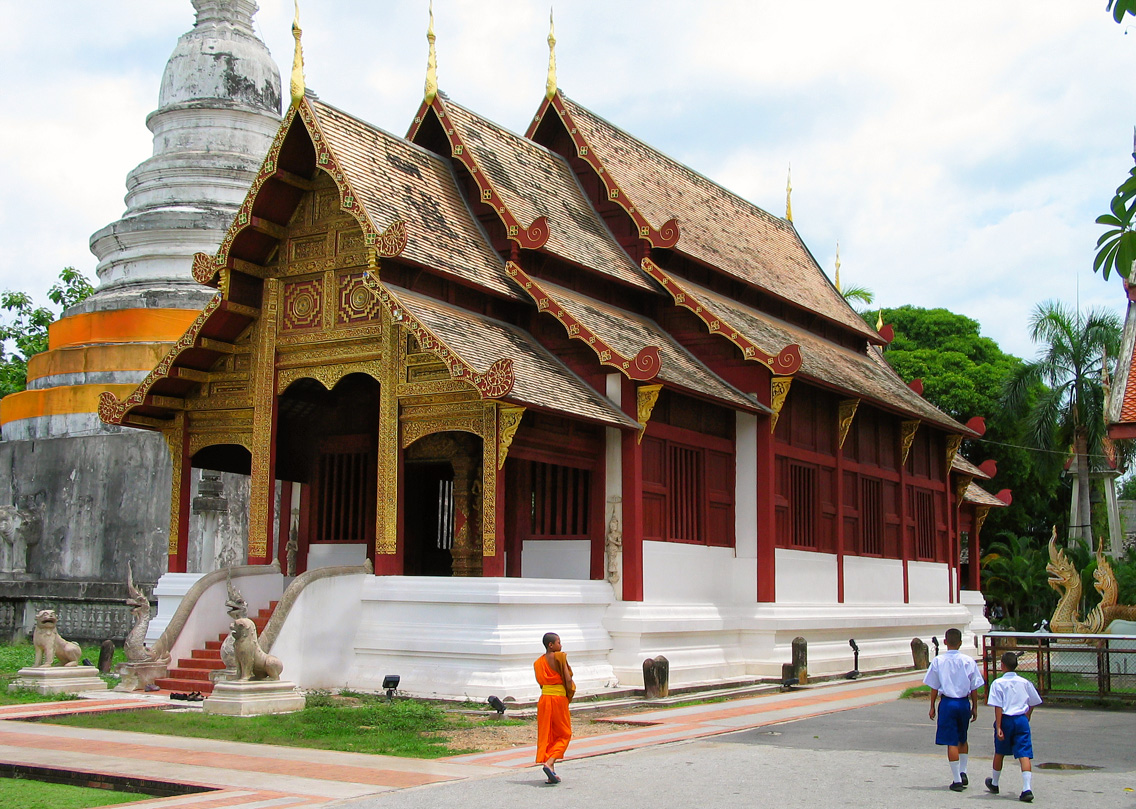
Ват Пхра Сінгх

Пхаю фундував у столиці храмовий комплекс Ват Пхра Сінгх, де зокрема в чеді (ступі) поховав рештки свого батька (були виявлені 1926 року).
Помер 1355 року. Йому спадкував Куена.